# Discographie de Cœur de pirate
Cet article contient la discographie de Cœur de pirate.

## Albums studio
| Année | Album                                                            | Classements | Classements | Classements | Classements | Classements | Classements | Classements | Classements | Ventes                                                                   | Certifications                                             |
| Année | Album                                                            | FRA         | BEL-WAL     | SUI         | SUI-ROM     | CAN         | QUE(FR)     | AUT         | ALL         | Ventes                                                                   | Certifications                                             |
| ----- | ---------------------------------------------------------------- | ----------- | ----------- | ----------- | ----------- | ----------- | ----------- | ----------- | ----------- | ------------------------------------------------------------------------ | ---------------------------------------------------------- |
| 2008  | Cœur de pirate - 1er album studio - Sortie : septembre 2008      | 2           | 4           | 35          | 5           | 1           |             | —           | —           | - France : 500 000+                                                      | - Canada : Platine - Belgique : Platine - France : Diamant |
| 2011  | Blonde - 2e album studio - Sortie : novembre 2011                | 5           | 2           | 5           | 4           | 5           |             | 62          | 52          | - Canada : 41,000+ - France : 150,000+ - Belgique : 15,000+ - : 230,000+ | - Canada : Or - France : Platine                           |
| 2014  | Trauma - B.O. de la série Trauma - Sortie : janvier 2014         | 12          | 3           | 73          | 11          | 2           |             | —           | —           | - Canada : 20 000+ - France : 15 000+ - Belgique : 10 000+ - : 60 000+   |                                                            |
| 2015  | Roses - Sortie : 28 aout 2015                                    | 5           | 5           | 16          | 4           | 2           |             | —           | —           | - Canada : 52,000 - France : 50,000+                                     | - Canada : Platine - France : Or                           |
| 2016  | Les Souliers Rouges Sortie 9 septembre 2016                      | 6           | 7           | 40          |             |             |             |             |             | France : 50,000+                                                         | - France : Or                                              |
| 2018  | En cas de tempête, ce jardin sera fermé - Sortie : 1er juin 2018 | 5           | 2           | 14          | 1           | 4           | 1           | —           | —           | - France : 7 100 ,                                                       |                                                            |
| 2021  | Perséides - Sortie: 14 avril 2021                                |             |             | 38          |             |             |             |             |             |                                                                          |                                                            |
| 2021  | Impossible à aimer - Sortie: 15 Octobre 2021                     | 36          | 13          | 59          |             | 24          |             |             |             |                                                                          |                                                            |

## Singles
| Année | Single                              | Vidéoclip | Meilleure position | Meilleure position | Meilleure position | Meilleure position  | Meilleure position | Meilleure position | Meilleure position | Album                                   |
| Année | Single                              | Vidéoclip | Canada             | Québec (FR)        | France             | Belgique (Wallonie) | Russie             | Suisse             | Suisse (Romandie)  | Album                                   |
| ----- | ----------------------------------- | --------- | ------------------ | ------------------ | ------------------ | ------------------- | ------------------ | ------------------ | ------------------ | --------------------------------------- |
| 2009  | Ensemble                            | ✔️        | —                  |                    | —                  | 40                  | —                  | —                  | —                  | Cœur de pirate                          |
| 2009  | Comme des enfants                   | ✔️        | —                  |                    | 4                  | 2                   | —                  | 62                 | 12                 | Cœur de pirate                          |
| 2009  | Pour un infidèle (avec Julien Doré) | ✔️        | —                  |                    | 1                  | 8                   | 23                 | 43                 | —                  | Cœur de pirate                          |
| 2009  | Pour un infidèle (avec Jimmy Hunt)  | ✔️        | —                  |                    | —                  | —                   | —                  | —                  | —                  | Cœur de pirate                          |
| 2010  | Francis                             | ✔️        | —                  |                    | —                  | —                   | —                  | —                  | —                  | Cœur de pirate                          |
| 2011  | Adieu                               | ✔️        | —                  |                    | 26                 | 9                   | 53                 | —                  | —                  | Blonde                                  |
| 2012  | Golden Baby                         | ✔️        | —                  |                    | 94                 | —                   | 94                 | —                  | —                  | Blonde                                  |
| 2013  | Place de la République              | ✔️        | —                  |                    | —                  | —                   | —                  | —                  | —                  | Blonde                                  |
| 2014  | You Know I'm No Good                | ✔️        | —                  |                    | 73                 | 37                  | 93                 | —                  | —                  | Trauma                                  |
| 2015  | Carry On / Oublie-moi               | ✔️        | 62                 |                    | 21                 | 18                  | —                  | —                  | —                  | Roses                                   |
| 2015  | Crier tout bas                      | ✔️        | —                  |                    | 68                 | —                   | —                  | —                  | —                  | Roses                                   |
| 2018  | Prémonition                         | ✔️        | —                  | 4                  | 42                 | 29                  | —                  | —                  | —                  | En cas de tempête, ce jardin sera fermé |
| 2018  | Somnambule                          | ✔️        | —                  | 10                 | 52                 | —                   | —                  | —                  | —                  | En cas de tempête, ce jardin sera fermé |
| 2018  | Dans la nuit (feat. Loud)           | ✔️        | —                  | 5                  | —                  | —                   | —                  | —                  | —                  | En cas de tempête, ce jardin sera fermé |
| 2019  | Ne m'appelle pas                    | ✔️        | —                  | 8                  | 40                 | 17                  | —                  | —                  | —                  | -                                       |
| 2020  | T'es belle                          | ✔️        | —                  | —                  | —                  | —                   | —                  | —                  | —                  | -                                       |
| 2021  | Plan à trois                        | ✔️        | —                  | —                  | —                  | —                   | —                  | —                  | —                  | -                                       |
| 2021  | On s'aimera toujours                |           |                    |                    |                    |                     |                    |                    |                    | Impossible à aimer                      |

## Participations
| Année         | Single                             | Artiste                                  | Album                    |
| ------------- | ---------------------------------- | ---------------------------------------- | ------------------------ |
| 2009          | Des maisons                        | —                                        | Génération Passe-Partout |
| 2010          | Dans tes rêves                     | Omnikrom                                 | Comme à la télévision    |
| 2010          | Voilà les anges                    | Nouvelle Vague                           | Couleurs sur Paris       |
| 2010          | Brutal Hearts                      | Bedouin Soundclash                       | Light the Horizon        |
| 2011          | Noël Blanc                         | Michel Legrand                           | Noël ! Noël !! Noël !!!  |
| 2013          | Hélène                             | Roch Voisine                             | Duophonique              |
| 2013          | Peace Sign                         | Lights                                   | Siberia Acoustic         |
| 2014          | Mistral Gagnant                    | —                                        | La Bande à Renaud        |
| 2016          | - France : Or                      | Marc Lavoine, Cœur de pirate et Arthur H | Les Souliers rouges      |
| 2019          | Femme Like U                       |                                          | Back dans les bacs!      |
| 2021          | Concept flou France Or             | Georgio                                  | Ciel enflammé            |
| 2021          | Last Christmas                     |                                          | Noël et Nous             |
| 2023          | Dernière Danse \| - France : Or \| | Kyo                                      | —                        |
| - France : Or |                                    |                                          |                          |